# Hymna Nového Zélandu
Hymna Nového Zélandu je píseň God Defend New Zealand, společně s hymnou Spojeného království, God Save the King. Přestože jsou si obě písně rovny, běžně je používána pouze „God Defend New Zealand“.
Slova písně napsal v sedmdesátých letech 19. století svobodný zednář Thomas Bracken jako báseň. Roku 1876 proběhla soutěž o vytvoření její melodie, kterou vyhrál John Joseph Woods.

## Text hymny
Hymna má pět slok v angličtině tak i v maorštině.
Běžně je zpívána jen první sloka a to v obou jazycích. Při sportovních událostech je nejdříve zpívána maorská část či pouze jedna anglická sloka.
Český překlad
Bože národů, u Tvých nohou,
v poutech lásky se setkáváme,
slyš naše hlasy, snažně prosíme Tě,
Bože, chraň naši svobodnou zemi.
Střež trojí hvězdu Tichomoří
od ojí sváru a válek,
nechť její chvály znějí daleko,
Bože, ochraňuj Nový Zéland.
Lidé každé víry a rasy,
shromažďují se před Tvou tváří,
prosíce Tě, abys požehnal tomuto místu,
Bože, chraň naši svobodnou zemi.
Od neshody, závisti, nenávisti,
a špatnosti chraň náš stát,
učiň naši zemi dobrou a velkou,
Bože, ochraňuj Nový Zéland.
Mír, nikoliv válka, bude naše chlouba,
leč napadnou-li nepřátelé naše pobřeží,
učiň z nás mocné vojsko,
Bože, chraň naši svobodnou zemi.
Páne bitev, v tvojí síle,
zažeň nepřátele na útěk,
ať je naše věc spravedlivá a správná,
Bože, ochraňuj Nový Zéland.
Ať naše láska k Tobě roste,
nechť Tvé Boží dary nikdy neustanou,
dej nám hojnost, dej nám mír.
Bože, chraň naši svobodnou zemi.
Od ostudy a hanby,
střež neposkvrněné jméno naší země,
korunuj ji s nesmrtelnou slávou.
Bože, ochraňuj Nový Zéland.
Ať naše hory navždy budou
hradbami Svobody na moři,
učiň nás věrné Tobě.
Bože, chraň naši svobodnou zemi.
Provázej ji v předvoji národů,
káže lásku a pravdu člověku,
čině Tvůj velkolepý plán,
Bože, ochraňuj Nový Zéland.